# Félix Fernández García
Félix Fernández García (Oviedo, 21 settembre 1897 – Madrid, 4 luglio 1966) è stato un attore e doppiatore spagnolo.

## Biografia
Nel 1916, durante un viaggio in Argentina, ha l'occasione di debuttare come attore teatrale. Dopo il suo rientro in Spagna, recitò nelle compagnie di María Guerrero e Catalina Barcena. Nel 1931 si trasferì a Parigi, dove lavorò come doppiatore negli studi di Joinville-le-Pont, e vi rimase sino al 1934. Dopo la Guerra Civile Spagnola iniziò nel 1942 una carriera cinematografica intensissima, apparendo in oltre 200 pellicole (al momento se ne sono contate 170 dove compare con sicurezza, anche se la grande maggioranza dei film, di produzione spagnola, non ebbe distribuzione in Italia). È spesso apparso in ruoli comici, ma ottiene una vera sinergia con Luis García Berlanga, nei ruoli di un medico in Benvenuto, Mister Marshall! e in Arrivederci, Dimas. È inoltre comparso in diversi film di coproduzione italo-spagnola. Era sposato con la doppiatrice Irene Guerrero de Luna (1911-1996).
Muore a sessantotto anni mentre sta girando una scena del film El Tesoro de O'Hara padre nei dintorni di Madrid. Al termine della scena, quando gli altri attori si accorsero che era crollato sul pavimento, cercarono di accorrere in suo aiuto ma non poterono fare nulla per lui. Alcune fonti citano erroneamente il 9 luglio 1966 come data del decesso.

## Filmografia
- El crimen de Pepe Conde, regia di José López Rubio (1946)
- Don Chisciotte della Mancia (Don Quijote de la Mancha), regia di Rafael Gil (1947)
- La corona nera (La corona negra), regia di Luis Saslavsky (1951)
- Calabuig (Calabuch), regia di Luis García Berlanga (1956)
- Amore e chiacchiere, regia di Alessandro Blasetti (1957)
- Femmine tre volte, regia di Steno (1957)
- Il maestro..., regia di Aldo Fabrizi (1957)
- Arrivederci, Dimas (Los jueves, milagro), regia di Luis García Berlanga (1957)
- Il ragazzo dal cuore di fango (Angeles sin cielo), regia di Sergio Corbucci e Carlos Arévalo (1957)
- Il colosso di Rodi, regia di Sergio Leone (1961)
- La ballata del boia (El verdugo), regia di Luis García Berlanga (1963)
- Tre per una rapina, regia di Gianni Bongioanni (1964)

## Doppiatori italiani
- Lauro Gazzolo in Il maestro
- Giorgio Capecchi in Il colosso di Rodi